# قلعه پرتغالی‌ها (قشم)
قلعه پرتغالی‌ها نام قلعه‌ای تاریخی مربوط به دورهٔ صفوی است و در جزیرهٔ قشم واقع شده و این اثر در تاریخ ۳ اسفند ۱۳۷۷ با شمارهٔ ثبت ۲۲۳۱ به‌عنوان یکی از آثار ملی ایران به ثبت رسیده‌است.